# Raymond du Puy
Pour les articles homonymes, voir Du Puy.
Raymond du Puy, né vers 1080 et mort entre 1158 et 1160, est le supérieur de L'Hospital de Saint-Jean de Jérusalem de 1121/1123 à sa mort,. Nous ne savons pas où il est né et à quelle famille il est possible de le rattacher. Il est chevalier dauphinois, qui sera de la langue de Provence.

## Biographie
Raymond du Puy fut officiellement le second supérieur de l'ordre de Saint-Jean de Jérusalem. Il succéda entre 1121 et 1123 à Gérard l'Hospitalier, fondateur de la congrégation de l'Hôpital, après un ou deux intérims de Pierre de Barcelone et Boyant Roger.

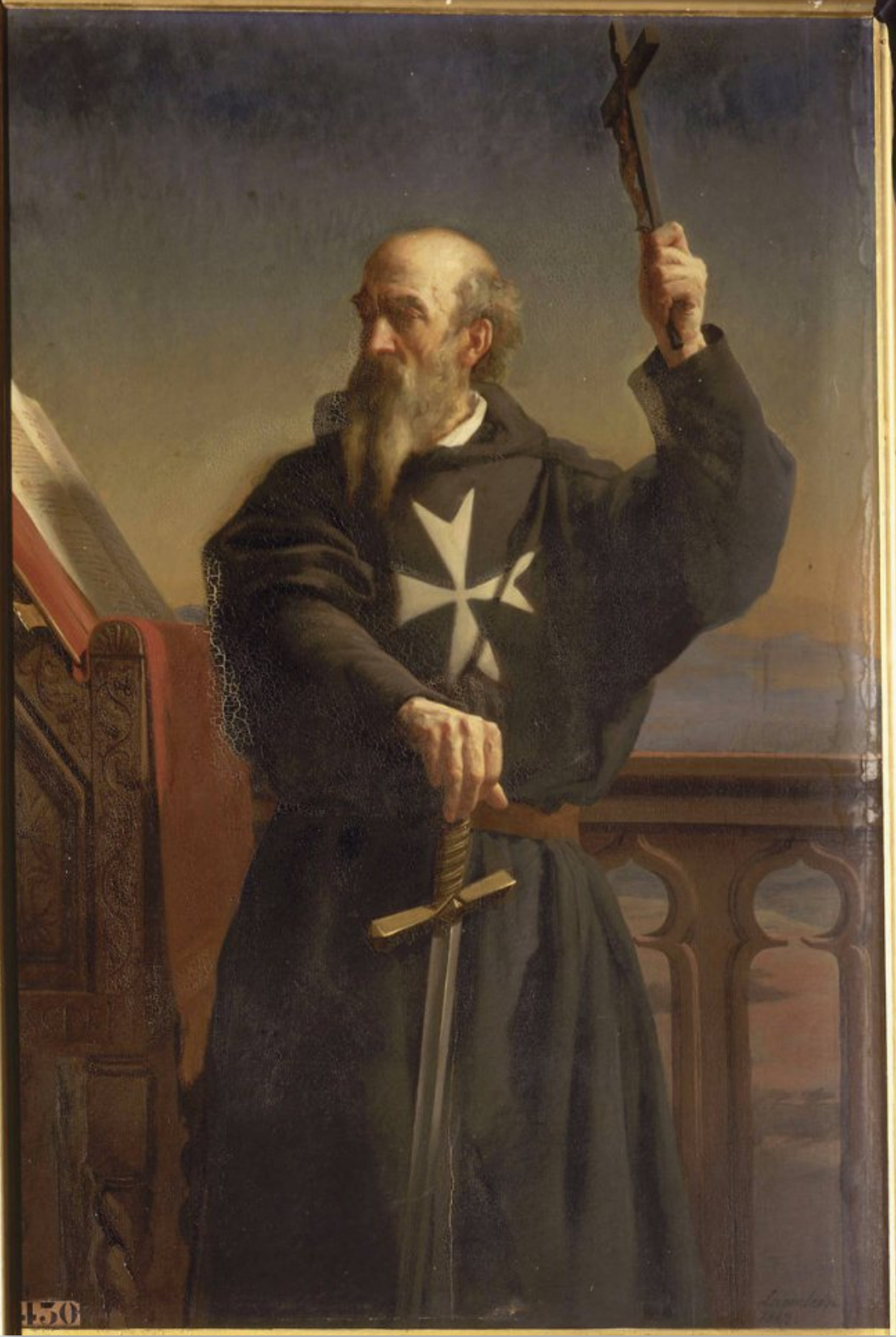
Raymond du Puy par Alexandre Laemlein dans la salle des Croisades du château de Versailles

En 1140, Raymond du Puy se rend en Occident, il fallait régler l'accroissement territorial que les Hospitaliers avait obtenu de la part d'Alphonse Ier le Batailleur, roi d'Aragon et de Navarre. Ce roi, sans héritier, avait fait de L'Hospital son légataire avec les Templiers et le Saint-Sépulcre. À sa mort, à l'automne 1134, le testament ne fut pas respecté. Raymond du Puy, chargé de représenter les Templiers et le Saint-Sépulcre, vient en Espagne et entame des négociations avec Raimond-Bérenger IV. Un accord fut trouvé le 16 septembre 1140. Ils abandonnaient leurs droits territoriaux, sauf si Raimond-Béranger mourait sans descendance. En échange, ils obtiennent les droits exercés par la couronne sur les habitants et les biens, à l'exception du droit d'ost, à Barbastro, à Calatayud, à Daroca, à Huesca, à Jaca, à Saragosse et dans toutes les villes que l'Aragon conquérerait par la suite ainsi que dans tous les châteaux et villes du royaume comprenant plus de trente paysans. Les Hospitaliers se réservant le terrain nécessaire à la construction d'une église et d'un établissement à Jaca. Le 24 juin 1158, le pape Adrien IV confirme cet accord à la demande de Raymond-Béranger.
Il est également possible que Raymond du Puy profite de son voyage en Occident pour régler le problème des Teutoniques. Un pèlerin et sa femme ont créé vers 1128 un hôpital destiné à recevoir les pèlerins d'origine allemande. Il s'était placé sous la protection des Hospitaliers et cherchait depuis quelque temps son indépendance. Le pape Célestin II régla le problème en fulminant une bulle, en 1143, qui laissait l'ordre des Teutoniques sous la dépendance des Hospitaliers, en échange de quoi, les Teutoniques obtinrent la nomination de frères allemands pour les responsabilités de prieur et de servants. Ces derniers, qui obtinrent leur indépendance en 1190, resteront sous la responsabilité des Hospitaliers jusqu'en 1229.
Après la prise d'Ascalon en 1153, un conflit éclate entre les Hospitaliers et Foucher, patriarche latin de Jérusalem. Ce dernier se plaint que les Hospitaliers ne respectent pas ses droits ecclésiaux. Il les accuse d'admettre des excommuniés, de leur administrer les derniers sacrements et de les enterrer dans leurs cimetières, de sonner les cloches dans les « pays ou les temps d'interdits », de recevoir des aumônes, de pourvoir aux cures de l'Ordre sans agrément diocésain et de refuser de payer la dîme sur leurs biens et revenus. Le patriarche plaidait pour lui mais aussi pour tout le patriarcat lésé dans ses prérogatives. À tout cela s'ajoutent des considérations personnelles ; L'Hospital, installé face au Saint-Sépulcre lui faisait concurrence par la beauté et la hauteur de ses bâtiments, mais aussi, quand le patriarche prêchait, sa voix était couverte par les cloches des Hospitaliers. Ceux-ci avaient cru bon de répondre en envahissant le Saint-Sépulcre à main armée. Foucher se résolut à se porter devant le pape Adrien IV en demandant le retrait de la bulle d'Anastase IV du 21 octobre 1154, bulle par laquelle étaient confirmées les prérogatives de l'Ordre. Foucher, accompagné des archevêques de Tyr et de Césarée, des évêques d'Acre, de Sidon, de Lydda, de Sébaste et de Tibériade, part au printemps 1155 pour Rome. Après bien des péripéties, une nouvelle déception les attend, le pape a quitté Rome pour Ferentino. Ils voient enfin le pape qui les accueille froidement bien que ceux-ci l'accompagnent dans toutes les fêtes religieuses. L'affaire est plaidée devant le pape pour finir dans des débats sans fin. Foucher comprend l'inutilité de sa tentative et retourne en Orient à l'automne 1155.
En avril 1157, Raymond du Puy se rend au Portugal pour le renouvellement du testament d'Alphonse Ier. La présence du supérieur de l'Ordre lui vaut, en plus de se qu'il avait déjà obtenu 17 ans plus tôt, des dons énormes que lui font Raymond-Beranger IV ainsi que l'évêque de Lérida. Il est à la fin de l'année à Estopiñán del Castillo en Aragon et dans le midi de la France ou l'abbé de Saint-Gilles, un certain Bertrand, donne la permission de bâtir une chapelle. L'évêque de Lodève lui fait don des églises de Saint-Julien et de Saint-Vincent de Nébian. En juillet 1158, il est en Forez ou dans le Lyonnais avec le prieur de Saint-Gilles, Guichard Aimery, et du frère Auger de Balben, c'est soit à Anse ou soit à Villefranche, qu'il rencontre l'archevêque de Lyon et le comte du Forez, Guy II pour obtenir, le 16 juillet 1158, une exemption de péage par terre et par eau. Le 25 octobre 1158, on retrouve Raymond du Puy en Italie aux environs de Vérone, où il obtient de Frédéric Barberousse une confirmation générale de son ordre.
Sous son magistère, l'Ordre reçoit de nombreuses donations, notamment dans le comté de Tripoli, pour défendre la Terre sainte contre les Sarrasins. C'est sous sa maîtrise que L'Hospital reçut ses premières concessions de châteaux (Bethgibelin en 1136 et le Krak des Chevaliers en 1142/1144).
L'Ordre obtient aussi de nombreux privilèges et exemptions de la papauté, lui procurant les ressources financières nécessaires à son indépendance et lui donnant sa liberté vis-à-vis des autorités diocésaines au grand dam de celles-ci.
La dernière mention de Raymond du Puy date du 25 octobre 1158 à Vérone et la première mention de son successeur Auger de Balben du 29 novembre 1160. L'histoire ne nous a rien laissé sur sa fin, s'il est mort pendant son voyage ou de retour en Terre sainte, nous n'en savons rien,.

### Les Hospitaliers deviennent militaires

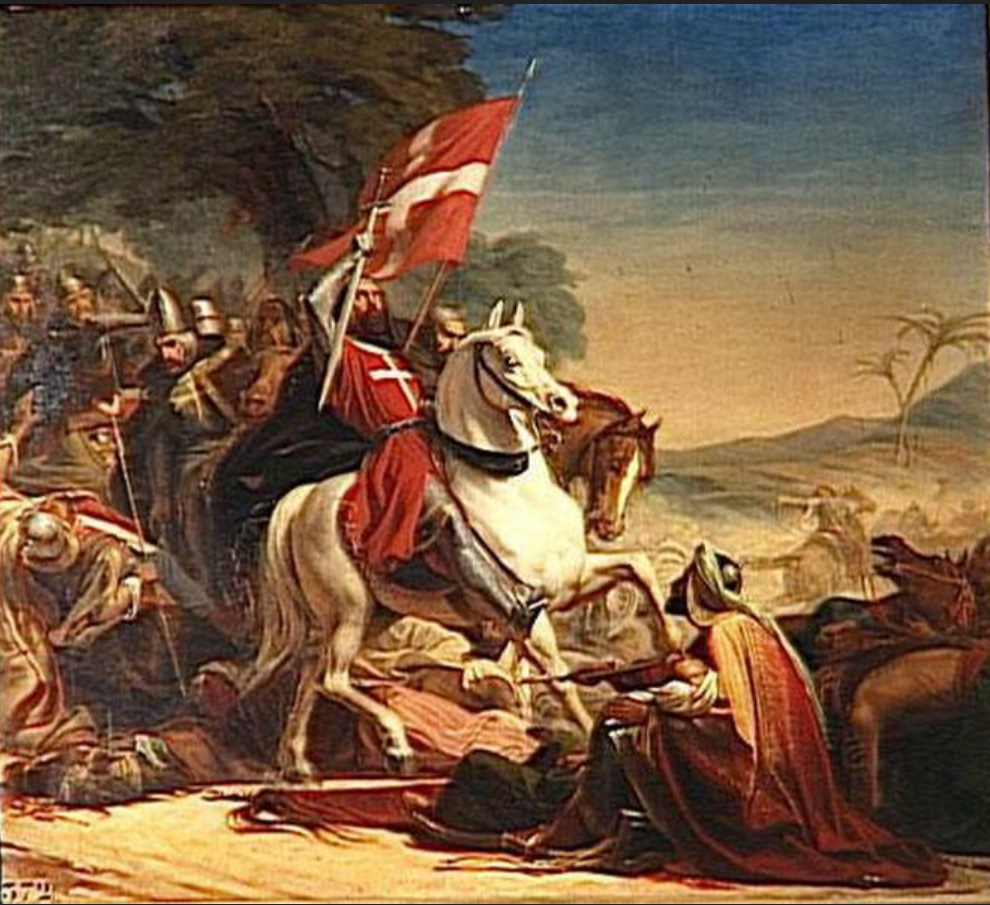
Défense de la Celesyrie par Raymond du Puy par Édouard Cibot dans les salles des Croisades du château de Versailles

C'est sous Raymond du Puy que l'Ordre prend un caractère plus militaire. Un acte du 17 janvier 1126 nous apprend le nom d'un connétable des Hospitaliers, un certain Durand, qui semble bien avoir des responsabilités militaires. À partir de 1137, l'Ordre apparait dans les guerres que les troupes du royaume de Jérusalem mènent contre les Infidèles. Attaqué de toutes parts, le royaume de Jérusalem avait peine à tenir tête à ses ennemis. Ascalon, par sa position, en bord de mer sur le passage vers l'Égypte, était un danger permanent pour les Chrétiens, l'ennemi faisait de continuelles incursions dans la partie méridionale du royaume. Sur les conseils du roi Foulques, les Francs décidèrent de fortifier la position de Gibelin qui appartenait à L'Hospital et qui se trouvait à l'est d'Ascalon. Les travaux dirigés avec célérité par le patriarche de Jérusalem, Guillaume de Messines, fut confiés naturellement aux Hospitaliers que cette désignation plaçait à un poste d'avant-garde particulièrement exposé.
À l'exemple des Templiers, il va développer auprès des pèlerins la protection en leur apportant la sécurité dans leurs déplacements aux Lieux saints. Il va, peu à peu, embaucher des chevaliers et des gens d'armes comme mercenaires, et participer, par personnes interposées, à la défense du royaume de Jérusalem.
L'importance politique du grand maître s’accrut, puisque, en juin 1148 à Saint-Jean d'Acre, il est parmi les princes qui prennent la décision d'assiéger Damas. En 1153, il participe à la prise d'Ascalon. Après cinq mois de siège la position des Francs ne s'améliore pas : une flotte égyptienne a dispersé la flotte latine, les Templiers avaient subi une grave défaite en tentant d'enlever la place et une bonne partie des chevaliers avaient été massacrés, Baudouin, affecté par cet échec, songeait à lever le siège. Il fallut l'intervention du patriarche de Jérusalem, Foucher d'Angoulême, de l'évêque de Tyr et du grand maître Raymond du Puy, pour reprendre le siège. Trois jours plus tard, le 19 août 1153, les assiégés capitulèrent et le surlendemain ils évacuèrent la ville.
Après un traité de paix rompu par le roi de Jérusalem, Baudouin, dans les environs de Baniyas en février 1157, le connétable de Jérusalem, Onfroy de Toron, auquel appartenait Baniyas et le pays environnant, dut faire face à l'ennemi. Il comprit rapidement que ses seules forces ne sauraient suffire et fit appel aux Hospitaliers. Il échangea leur participation contre la moitié de Baniyas et les casaux qui dépendaient de cette ville. Son armée, composée d'une nombreuse troupe à pied, était forte de 700 cavaliers, y compris les chevaliers hospitaliers. Mais cela n’empêcha pas la défaite près de Ras el Ma, le 24 avril, qui entraina la conquête de Baniyas que le connétable et les Hospitaliers ne purent empêcher, le 10 mai 1157. Ils purent juste défendre le château que Baudouin put ravitailler pour le mettre en état de défense et y laisser une garnison. Le 19 juin, le roi fut surpris sur le retour au gué de Jacob et mis en déroute et parvint à regagner Safed puis Acre.
En Terre sainte, l'influence des Hospitaliers devient prépondérante avec un rôle décisif pris dans les opérations militaires avec une présence de plus en plus prégnante due au gouvernement de Raymond du Puy.

### La règle de l'Ordre
Raymond du Puy donna à la congrégation ses premiers statuts qui portent son nom. Il est fort vraisemblable qu'il existait une règle, ou ce qui en faisait office, avant lui mais nous n'en avons pas gardé trace. Ce qui est certain c'est qu'elle est antérieure à 1153. En effet elle est approuvée par le pape Eugène III entre 1145 et 1153, avant le 7 juillet 1153, date du décès de ce pape. Il est possible de dire qu'alors, et alors seulement, l'Hôpital est devenu un ordre.

### Les couleurs de l'Ordre
En même temps que Raymond du Puy dépose la règle de l'ordre auprès d'Innocent II, il demande aussi l'approbation du pape pour une bannière de gueules à la croix d'argent. Nous savons d'où vient la croix blanche, c'est la croix que les membres de l'Ordre porte sur leurs habits noirs, mais pourquoi sur un fond rouge pour la bannière hospitalière et non noir ? Nous ne le savons pas, Raymond n'a pas laissé d'explication et il n'est possible que de faire des suppositions. Raymond est d'une grande culture, il voyage dans toute l’Occident et il a le respect de ses contemporains, il représente son Ordre mais aussi les Templiers et le Saint-Sépulcre à la mort d'Alphonse Ier pour faire respecter son testament. Il ne faut peut-être pas chercher bien loin, au Moyen Âge, le rouge, la couleur de l'habit des cardinaux, signifiait que l'on était prêt à se sacrifier pour l’Église. Quelle meilleure référence pour un étendard. L'étendard de la résurrection est blanc à croix rouge ou rouge à croix blanche. Le rouge est aussi la couleur qui exprime l'amour victorieux pour les représentations du Christ ressuscité.

## Représentations

### Portraits
Dans les salles des Croisades du château de Versailles, se trouve un portrait en pied de Raymond du Puy peint en 1842 par Alexandre Laemlein,, et une scène de bataille la Défense de la Célésyrie par Raymond Dupuy peinte par Édouard Cibot en 1844. Toutes les représentations de Raymond du Puy sont des œuvres d'imagination qui naturellement ne reposent sur aucune source d'époque.

### Héraldique
Toujours dans les salles des Croisades du château de Versailles, il lui est donné comme armoiries : Écartelé aux 1 et 4 de gueules à la croix d’argent (qui est de La Religion) et aux 2 et 3 d’or au lion de gueules (qui est du Puy). Cette attribution ne repose sur aucune source d'époque, les documents originaux pour les grands maîtres du XIIe siècle n'existant pas,.

### Numismatique
Une médaille, signalée au XVIIIe siècle, a été gravée en son honneur avec l'inscription : ROGATE LEGES AUSPICE RELIGIONE.

### Philatélie
Quatre timbres ont été imprimés par les « Poste Magistrali » de l'ordre souverain de Malte : en 1969, timbre d'un scudo où Raymond du Puy est représenté en buste, suivant une représentation de Jean-François Cars, vers 1725 ; en 1976, timbre de 90 grani où Raymond du Puy est représenté en pied, suivant une représentation de Bosio ; en 1979, timbre d'un scudo avec les armoiries supposées du Raymond du Puy, suivant une reproduction des salles des croisades du musée de Versailles ; en 2004, timbre d'un tari en hommage à Raymond du Puy, reprenant, en le modifiant, le tombeau décrit par L. F. de Villeneuve-Bargemont. Ces timbres de la poste magistrale ne sont pas reconnus par l'Union postale universelle (UPU).

### Épigraphie
Comme on ne sait ni quand, ni où, Raymond du Puy est mort, on ne sait rien sur son tombeau. L. F. de Villeneuve-Bargemont propose une représentation gravée d'un tombeau ou d'un cénotaphe, comportant une sculpture qui le représente assis, avec comme inscription : MCLXXXVIII. A RAYMOND DU PUY, PREMIER GRAND-MAITRE DE L'HÔPITAL, APRÈS DE FAIBLES COMMENCEMENS, IL INSTITUA POUR SON ORDRE LES CEREMONIES DU CULTE, ET LUI DONNA LE MANTEAU NOIR? PORTANT LA CROIX BLANCHE A HUIT POINTES, mais plusieurs auteurs réfutent que les monuments et inscriptions présentés dans cet ouvrage aient jamais existé.

## Référencement